# Näs-Abborrtjärnen
Näs-Abborrtjärnen är en sjö i Söderhamns kommun i Hälsingland och ingår i Hamrångeåns huvudavrinningsområde. Sjön är 5,6 meter djup, har en yta på 0,046 kvadratkilometer och befinner sig 277 meter över havet.